# بابک جلالی
بابک جلالی (متولد گرگان) کارگردان، نویسنده و تهیه‌کننده ایرانی، بریتانیایی است. او در پنجاه و هفتمین دوره جشنواره فیلم کارلووی واری، برای فیلم فریمانت برنده جایزه بهترین کارگردانی شد. 

## فیلم‌شناسی
- ۲۰۲۳: فریمانت
- ۲۰۱۸: سرزمین
- ۲۰۱۶: رؤیاهای رادیویی
- ۲۰۰۹: داستان‌های مرزی
- ۲۰۰۵: حیدر، یک افغانی در تهران (فیلم کوتاه)

## جوایز
- برنده جایزه بهترین کارگردانی جشنواره فیلم کارلووی واری برای فیلم فریمانت، ۲۰۲۳.
- جایزه ویژه هیئت داوران جشنواره بین‌المللی فیلم بوغاز ایچی استانبول  برای فیلم سرزمین، ۲۰۱۸[۳]
- برنده تندیس ببر جشنواره بین‌المللی فیلم روتردام برای فیلم رؤیاهای رادیویی، ۲۰۱۶.[۴]